# Platyphyllum obtusum
Platyphyllum obtusum är en insektsart som beskrevs av Max Beier 1960. Platyphyllum obtusum ingår i släktet Platyphyllum och familjen vårtbitare. Inga underarter finns listade i Catalogue of Life.